# Malena Tuvung
Malena Tuvung, född 13 september 1976, är en svensk musikalartist. 
Tuvung är uppväxt  i Göteborg och utbildad vid Balettakademiens Musikallinje. Tuvung har medverkat i Grease på Skaraborg Länsteater, Sverigeturné med musikalen Fame, My Fair Lady, Mary Poppins och Romeo och Julia på Göteborgsoperan. Hösten 2009 sjöng Malena rollen som Grizabella i Andrew Lloyd Webbers Cats på Cirkus i Stockholm. Hösten 2010 medverkar Malena som Emma i Malmö Operas uppsättning av Jekyll & Hyde. Tuvung har även tränat och tävlat i konståkning under 14 års tid.
Tuvung medverkade i Allsång på Skansen den 28 juli 2009.

## Teater

### Roller (ej komplett)
| År   | Roll         | Produktion                                                     | Regi             | Teater            |
| ---- | ------------ | -------------------------------------------------------------- | ---------------- | ----------------- |
| 2004 | Miss Bell    | Fame José Fernandez, Steve Margoshes och Jacques Levy          | Hans Berndtsson  | Oscarsteatern     |
| 2007 | Ensemble     | My Fair Lady Frederick Loewe och Alan Jay Lerner               | Rikard Bergqvist | Göteborgsoperan   |
| 2009 | Grizabella   | Cats Andrew Lloyd-Webber och T.S. Eliot                        | Hans Berndtsson  | Cirkus, Stockholm |
| 2010 | Emma Carew   | Jekyll & Hyde – the musical Leslie Bricusse och Frank Wildhorn | Ronny Danielsson | Malmö Opera       |
| 2015 | Elaine Folly | Crazy for you Ken Ludwig, George och Ira Gershwin              | Mattias Carlsson | Göteborgsoperan   |